# صورت (فیلم ۱۹۹۷)
صورت (انگلیسی: Face) فیلمی در ژانر سرقت است که در سال ۱۹۹۷ منتشر شد.

## بازیگران
- رابرت کارلایل
- ری وینستون
- استیون ودینگتون
- فیل دیویس
- لینا هیدی
- اندرو تیرنان
- دیمن آلبارن
- هیزل داگلاس